# カール・ヴトケ
カール・ヴトケ（Carl Wuttke、1849年1月3日 - 1927年7月4日）はドイツの画家である。中国、日本を含む世界各地の風景を描いた。

## 略歴
現在のポーランド、ドルヌィ・シロンスク県のトシェブニツァ(Trzebnica)に生まれた。1871年から1873年の間、ベルリン美術アカデミーで学んだ。その後、ミュンヘン美術院でクアーリョ(Angelo Quaglio der Jüngere : 1829-1890)に学んだ。1874年にはイタリアへ旅し1876年まで滞在した。1877年から1880年の間はデュッセルドルフ美術アカデミーで風景画家のオイゲン・デュッカーに学んだ。
スペインのアンダルシア地方やノルウェーを旅し、アルジェリア、エジプト、スーダンなどのアフリカやシナイ半島を訪れ、1893年にはアメリカを訪れた。 1897年から1899年までかけて世界一周旅行を行い、1898年に中国と日本を訪れた。極東で描いた絵はベルリンに送られドイツ皇帝ヴィルヘルム2世の宮殿に届けられた。

## 作品

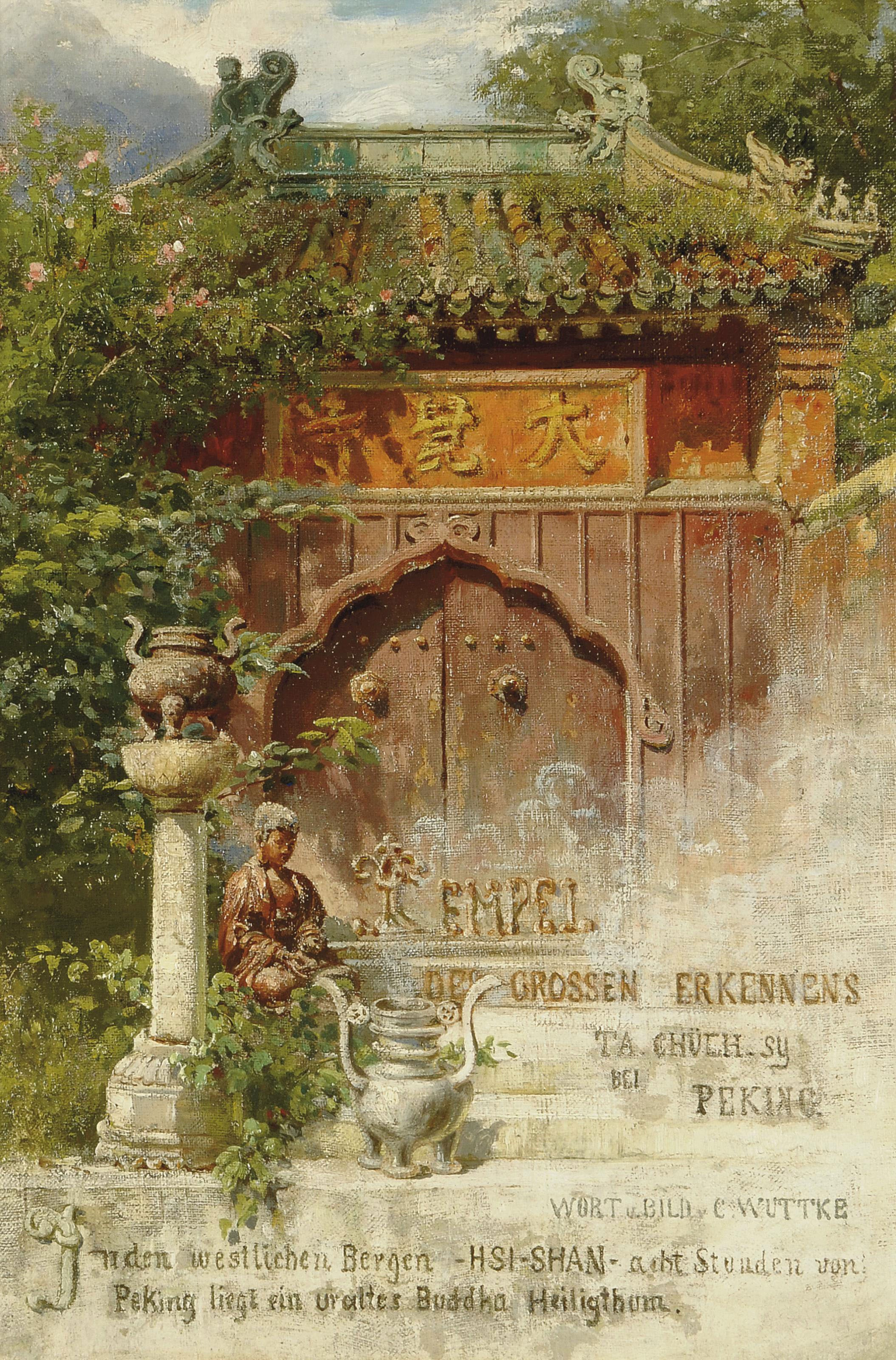
北京の寺院(c.1898)
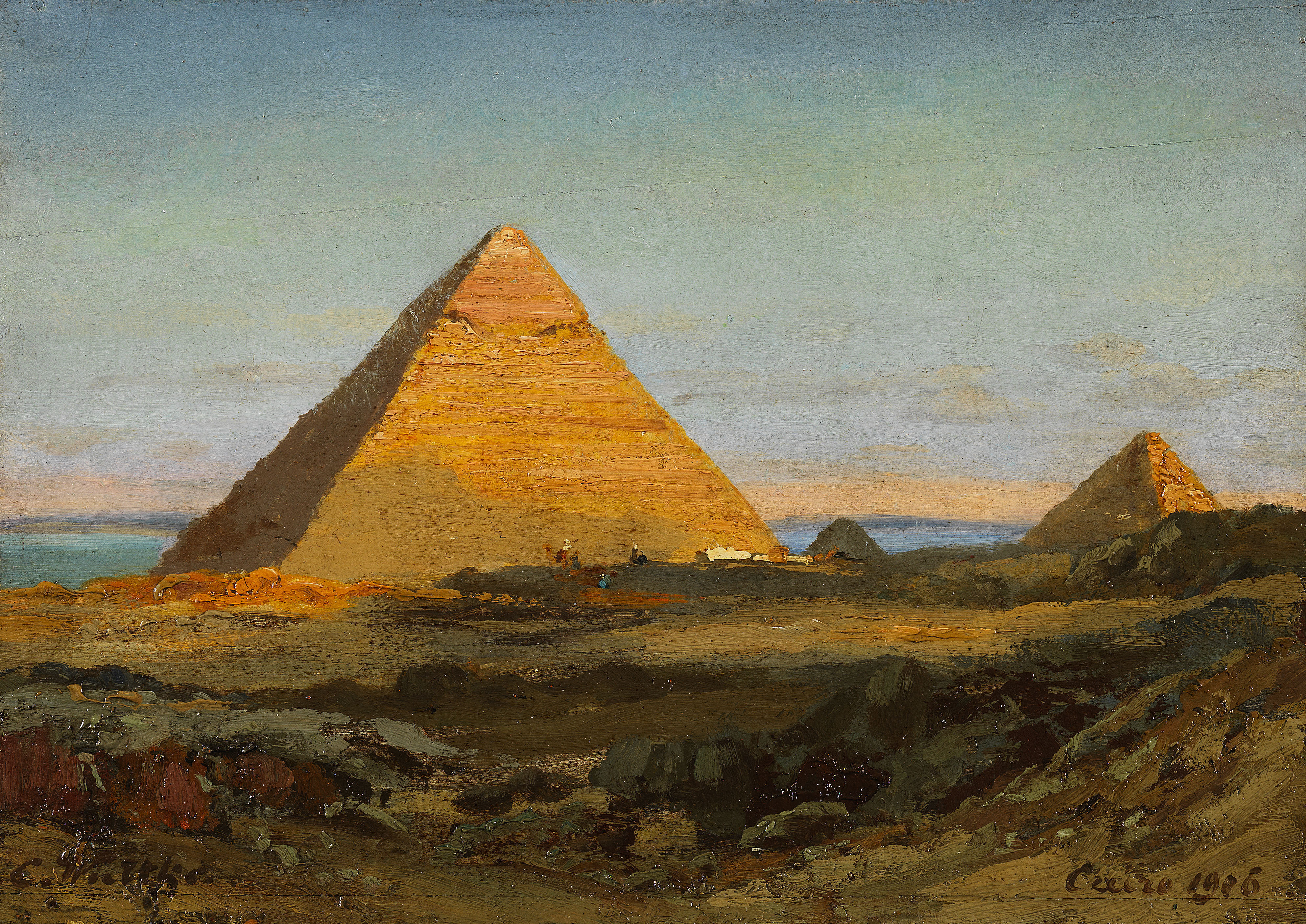
ギザのピラミッド
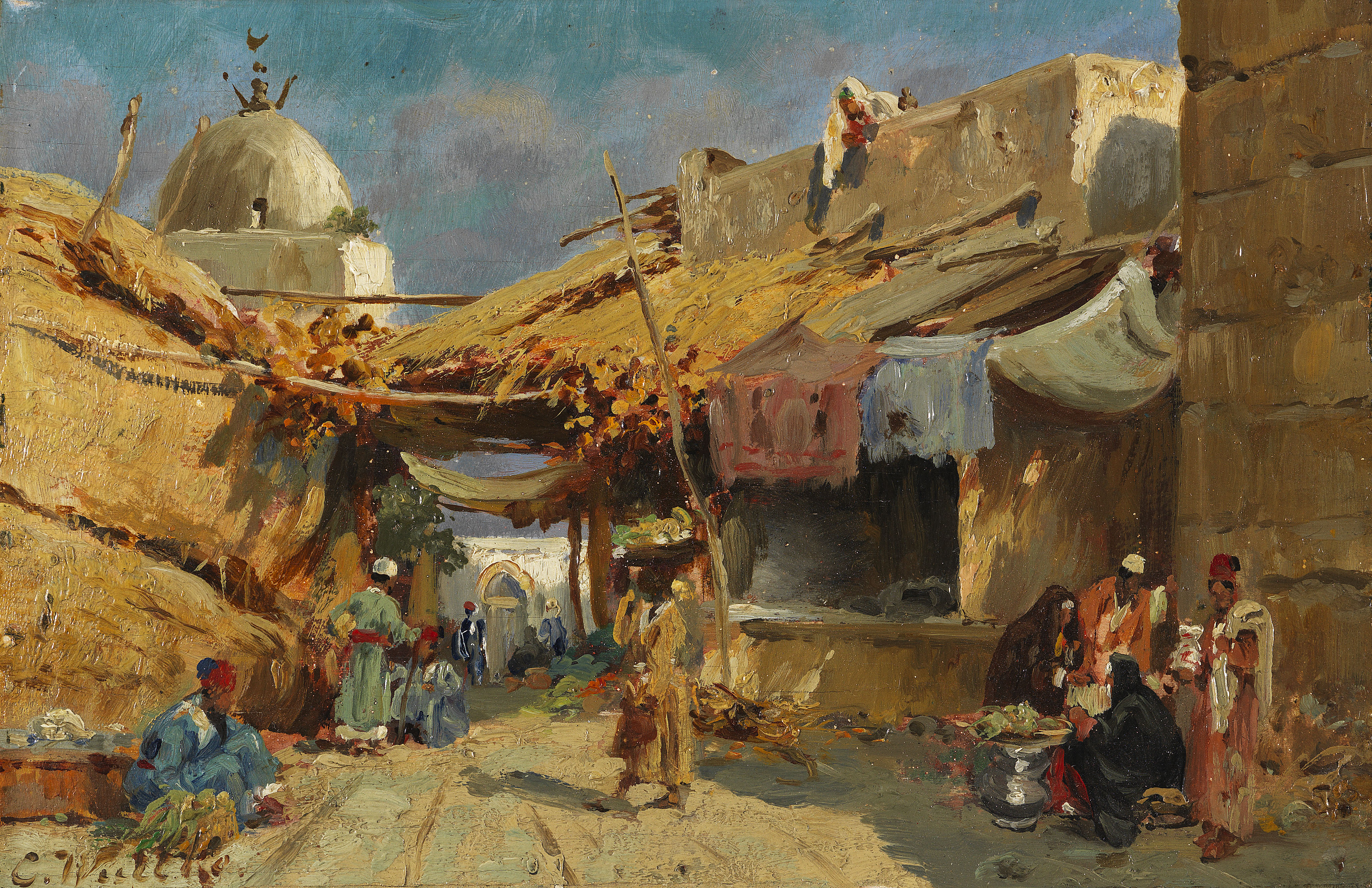
オリエントの市場
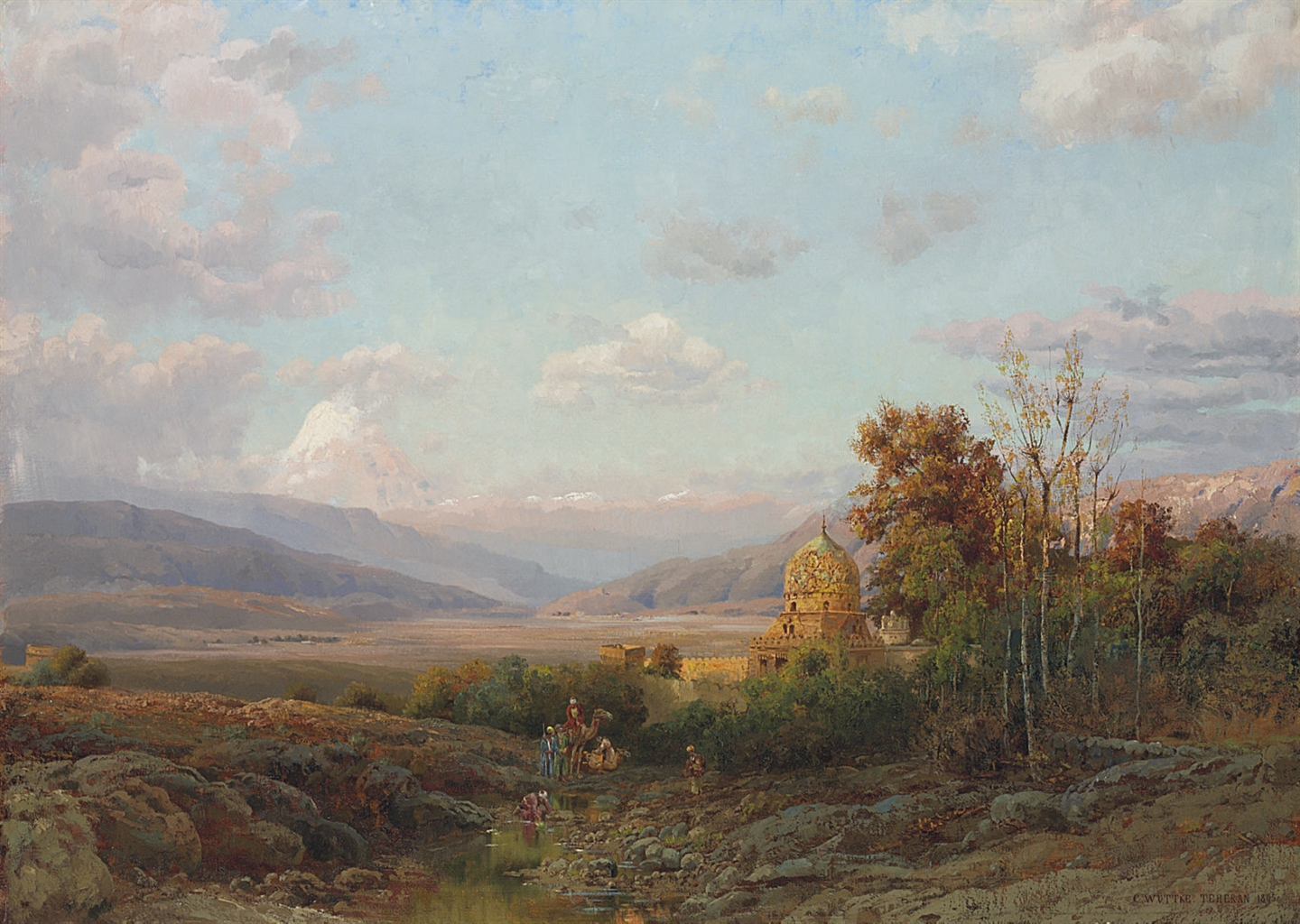
テヘラン近くのオアシス
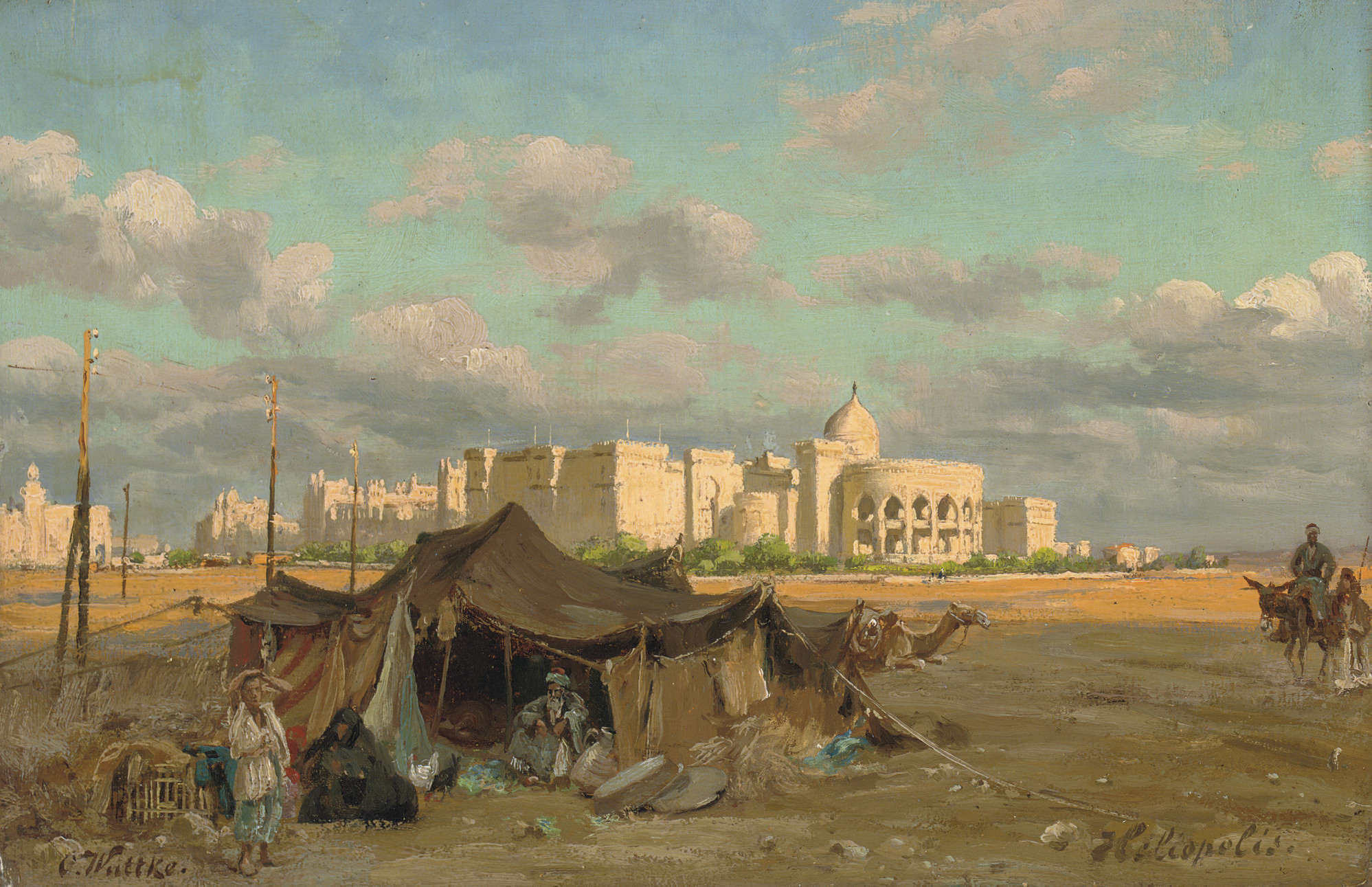
ヘリオポリス
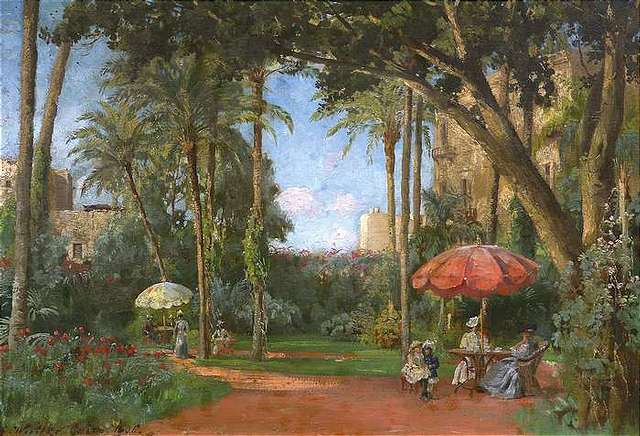
カイロの庭園
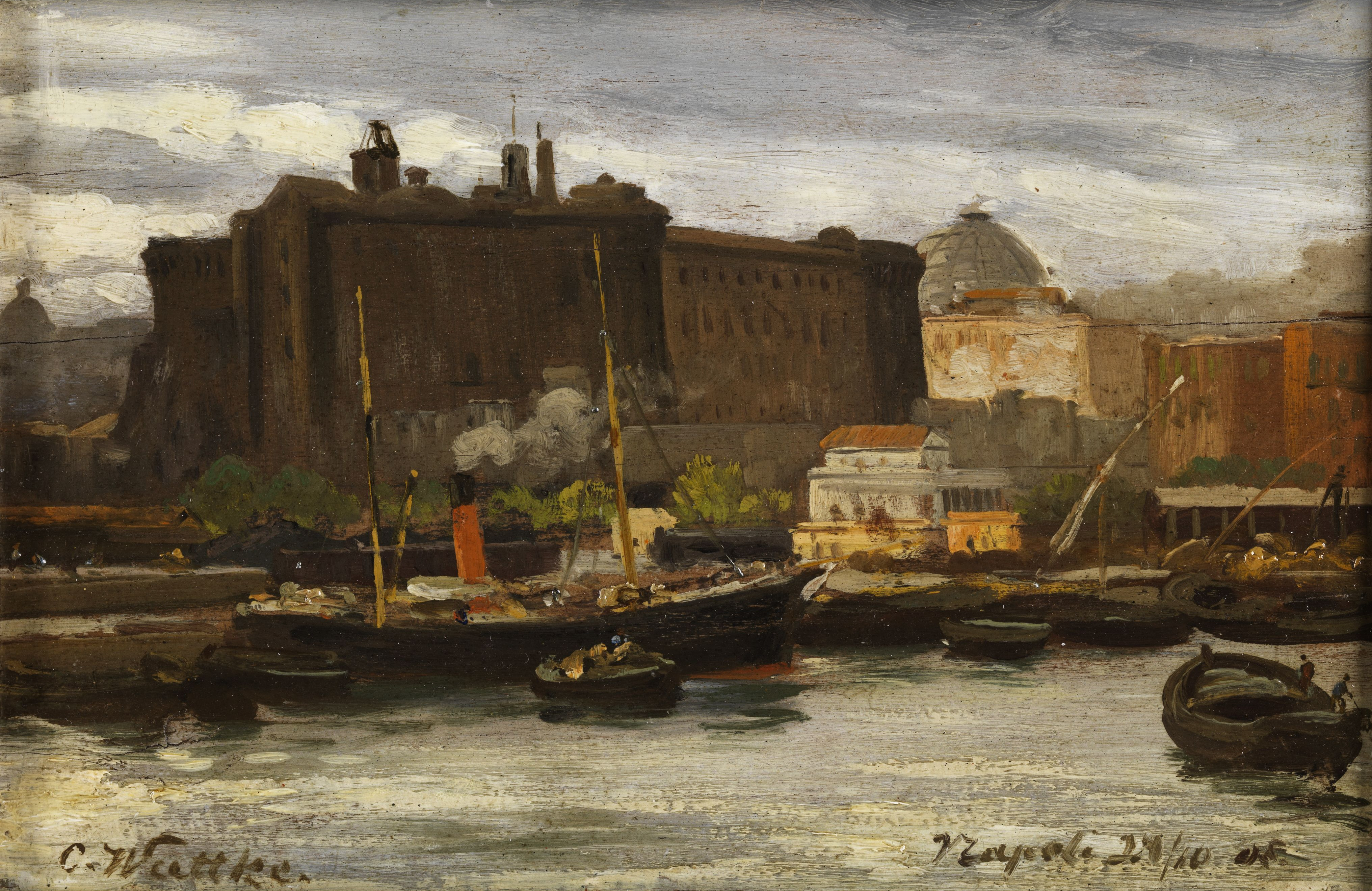
ナポリの港
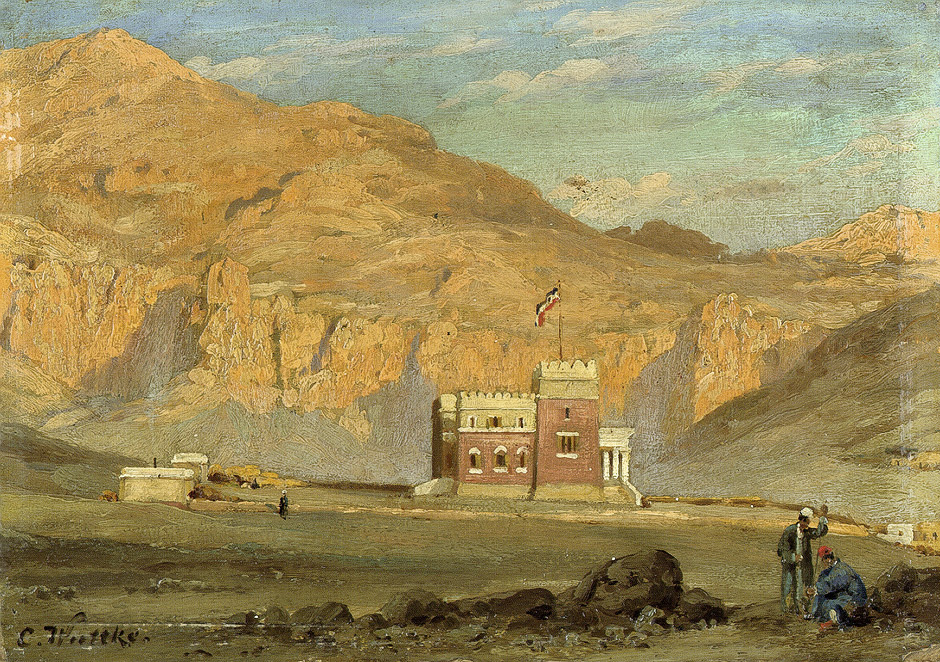
Deutschen Hauses in Theben